# Meloboris cingulata
Meloboris cingulata är en stekelart som beskrevs av Horstmann 2004. Meloboris cingulata ingår i släktet Meloboris och familjen brokparasitsteklar. Inga underarter finns listade i Catalogue of Life.